# Francisco Robles Ortega
Francisco Robles Ortega (Mascota, Jalisco, 2 de março de 1949) é um cardeal da Igreja Católica mexicano, arcebispo de Guadalajara.

## Biografia
Estudou no Seminário Menor de Autlán (humanidades), no Seminário de Guadalajara (filosofia), no Seminário de Zamora (teologia), quando foi ordenado presbítero em 20 de julho de 1976 por D. José Maclovio Vásquez Silos, bispo de Autlán de Navarro, diocese à qual ficou afecto. Depois, foi para a Pontifícia Universidade Gregoriana de Roma, entre 1976 e 1979, onde obteve a licenciatura em teologia dogmática.
Foi vigário-geral de Autlán e professor de filosofia e teologia em seu seminário. Com a morte do bispo Vázquez Silos, em julho de 1990, foi nomeado administrador diocesano.
Em 30 de abril de 1991 o Papa João Paulo II nomeou D. Robles Ortega como bispo-auxiliar de Toluca, tendo sido consagrado bispo-titular de Bossa na Catedral de Toluca por Dom Alfredo Torres Romero, bispo de Toluca, coadjuvado por Dom José María Hernández Hurtado, bispo de Netzahualcóyotl e por Dom Javier Lozano Barragán, bispo de Zacatecas. Em 15 de junho de 1996 foi nomeado bispo de Toluca, ascendendo à categoria de bispo diocesano.
Promovido à arcebispo metropolitano de Monterrey em 25 de janeiro de 2003, recebeu o pálio do Papa João Paulo II em 29 de junho, na Basílica de São Pedro.
Em 17 de outubro de 2007, foi anunciada a sua criação como cardeal pelo Papa Bento XVI, no Consistório de 24 de novembro, em que recebeu o anel cardinalício, o barrete vermelho e o título de cardeal-presbítero de Santa Maria da Apresentação.
Desde 5 de janeiro de 2011, é membro do Pontifício Conselho para a Promoção da Nova Evangelização. Transferido para a Arquidiocese de Guadalajara em 7 de dezembro de 2011, deu entrada na Sé de Guadalajara em 7 de fevereiro de 2012. Recebeu o pálio do Papa Bento XVI na Basílica de São Pedro em 29 de junho de 2012. Em 15 de novembro de 2012, foi eleito presidente da Conferência do Episcopado Mexicano para o triênio 2012-2015. Foi nomeado membro da Congregação para os Bispos em 16 de dezembro de 2013 pelo Papa Francisco e confirmado como membro da Pontifícia Comissão para a América Latina em 15 de janeiro de 2014.

## Conclaves
- Conclave de 2013 - participou da eleição de Jorge Mario Bergoglio como Papa Francisco.
- Conclave de 2025 - participou da eleição de Robert Francis Prevost como Papa Leão XIV.